# Punjab (indijska država)
Punjab (istočnopandžapski: ਪੰਜਾਬ) je indijska savezna država na sjeverozapadu zemlje.
Punjab graniči s pakistanskom pokrajinom Punjab na zapadu, saveznom državom Jammu i Kashmir na sjeveru, Himachal Pradesh na sjeveroistoku, Haryana na jugu i jugoistoku, Chandigarh na jugoistoku i Rajasthanna na jugozapadu. Država ima 24,289.296 stanovnika i prostire se na 50.362 km2. Glavni grad države je Chandigarh.